# Mare Cognitum
Mare Cognitum ("mar conocido") es un mar lunar situado en el fondo de un impacto de cráter en la cuenca Procellarum. Al norte se encuentra el Mare Insularum y al sur el Mare Nubium. Sus coordenadas selenográficas son 10°00′S 23°06′O / -10.0, -23.1, y tiene 376 km de diámetro.
El fondo data del Ímbrico Inferior, el basalto del Ímbrico Superior. Al noroeste, se hallan los Montes Riphaeus. El cráter Fra Mauro, zona de alunizaje del Apolo 14, se encuentra al noreste.
En un principio esta zona formaba parte del Mare Nubium, cambiando el nombre a Mare  Cognitum después de que la sonda Ranger 7 realizara en 1964 una serie de fotografías antes de impactar contra la superficie lunar. Dichas imágenes fueron las primeras obtenidas por una sonda estadounidense de la superficie de la luna, y aportaron una serie de conocimientos sobre el suelo lunar que resultaron importantes para que pudieran llevarse a cabo los posteriores alunizajes.